# Ma Te
Ma Te (chinesisch 馬特 / 马特, Pinyin Mǎ Tè; * 10. Januar 1994 in Harbin) ist ein chinesischer Tischtennisspieler.

## Werdegang
Im Jahr 2010 wurde er in das chinesische Nationalteam aufgenommen, durfte wegen starker chinesischer Konkurrenz jedoch erst 2014 an internationalen Turnieren teilnehmen.
So konnte er unter anderem bei der Jugend-Weltmeisterschaft 2014 das Halbfinale erreichen und kam somit unter die besten 100 in der ITTF-Weltrangliste. Außerdem war er in der Super League tätig und konnte mit seinem Team Bayi Shandong den 2. Platz erreichen.
Weitere Auftritte folgten 2017 bei den Chinese National Games, wo Ma im Viertelfinale auf Ma Long traf. Hier scheiterte er mit 1-4 trotz starker Vorstellung. 2018 nahm er häufiger an World-Tour-Turnieren teil, so unter anderem an den Bulgaria Open, wo er Liam Pitchford schlagen konnte, der zuvor Weltmeister Ma Long ausgeschaltet hatte und am Ende das Halbfinale erreichte.
Bei den Hongkong Open scheiterte er in der Gruppenphase.

## Turnierergebnisse
| Verband | Veranstaltung            | Jahr | Ort           | Land | Einzel        | Doppel    | Mixed | Team       |
| ------- | ------------------------ | ---- | ------------- | ---- | ------------- | --------- | ----- | ---------- |
| CHN     | Jugend-Weltmeisterschaft | 2014 | Shanghai      | CHN  | Silber        |           |       | Halbfinale |
| CHN     | Jugend-Weltmeisterschaft | 2010 | Bratislava    | SVK  | Halbfinale    | Gold      | Gold  | Gold       |
| CHN     | ITTF World Tour          | 2018 | Hongkong      | HKG  | Qual.         | letzte 32 |       |            |
| CHN     | ITTF World Tour          | 2018 | Panaguyrishte | BUL  | Viertelfinale |           |       |            |
| CHN     | ITTF World Tour          | 2013 | Warschau      | POL  | letzte 32     | letzte 32 |       |            |

## Material
- Holz: Butterfly Defence Pro ST
- Vorhand: Butterfly Tenergy 05
- Rückhand: TSP Curl P1r[4]